# Lophozia mamatkulovii
Lophozia mamatkulovii là một loài Rêu trong họ Jungermanniaceae. Loài này được Duda mô tả khoa học đầu tiên năm 1970.